# Ашбах, Йозеф
Йозеф Ашбах (нем. Joseph Aschbach; 29 апреля 1801, Хёхст — 25 апреля 1882, Вена) — немецкий историк и педагог.

## Биография
Йозеф Ашбах родился 29 апреля 1801 года в Хёхсте (в настоящее время район Франкфурта-на-Майне).
В 1819 году поступил в Гейдельбергский университет где изучал философию и теологию, однако под влиянием Кристофа Фридриха Шлоссера серьёзно увлёкся историей, окончил университет в 1823 году, блестяще защитив диссертацию «Dissertatio De Theopompo Chio historico, Frankfurt» .
Начиная с 1823 года работал учителем гимназии во Франкфурте-на-Майне по древним языкам и древней истории.
В 1842 году преподавал на кафедре истории в Боннском университете .
В 1853 году получил назначение на должность профессора всеобщей истории в Венском университете.
Для своего издания «Allgemeine Kirchenlexikon» он составил большую часть духовно-исторических статей. В Вене Йозеф Ашбах предавался преимущественно занятиям римской историей времен империи и изучением относящихся до этого времени памятников. Результаты своих занятий он печатал обыкновенно в «Sitzungsberichten und Denkschriften» Венской академии наук, членом которой он состоял с 1858 года.
По случаю пятисотлетнего юбилейного празднования Венской высшей школы Ашбах написал: «Geschichte der wiener Universität».
Йозеф Ашбах скончался 25 апреля 1882 года в городе Вене.